# 染谷正弘
染谷 正弘（そめや まさひろ、1953年2月8日 - ）は、日本の建築家。デザインショップ･アーキテクツを主宰。住環境研究家。千葉県生まれ。
1976年 日本大学理工学部建築学科卒業。1978年同大学大学院修士課程修了。1979年から1983年まで、黒沢隆研究室。1985年、デザインショップ建築設計事務所設立。1995年、デザインショップ･アーキテクツに改称。1992年から1997年まで、日本大学理工学部非常勤講師。
作品に、ウィング・コア・ユシマ　SE-MU鵠沼海岸 　手賀の杜スクエア　PISO PLATERO　南品川の町家、がある。